# Jarmila Vacková
Jarmila Marton (rozená Jarmila Sylvie Vacek, česky Jarmila Vacková, 19. srpna 1908 Chicago, Illinois – 26. října 1971 Santa Monica, Kalifornie) byla česko-americká herečka účinkující převážně v prvorepublikových československých a německých filmech.

## Život

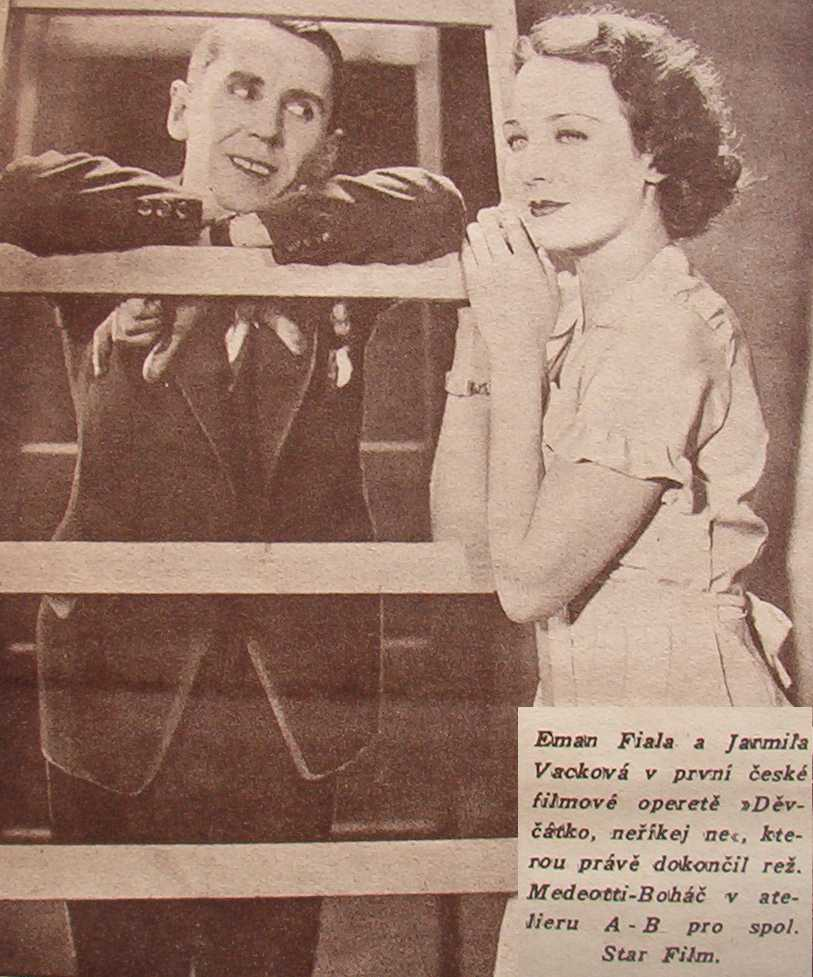
Eman Fiala a Jarmila Vacková ve filmové operetě Děvčátko, neříkej ne (1932)

Narodila se jako Jarmila Sylvie Vacková (anglicky Vacek) v českoamerické rodině bankéře Rudolfa Vacka a jeho ženy Josefy (rozené Fialové), v Chicagu, největším centru emigrace Čechů ve Spojených státech amerických. Před rokem 1925 odcestovala do Československa, kde ve svých 17 letech zahájila svou filmovou kariéru. Její matka zde začala podnikat ve filmovém průmyslu, vlastnila filmovou a distribuční společnost Chicagofilm a také biograf Alma.[zdroj?]
Ve svém filmovém debutu si rovnou zahrála titulní roli, a to v komedii Vdavky Nanynky Kulichovy (1925). Po jejím boku pracovali známí filmoví tvůrci jako Anny Ondráková, Karel Lamač nebo Theodor Pištěk, se kterými Vacková později opakovaně natáčela. Když se seznámila s Andrewem Martonem, Američanem narozeným v Uhersku, provdala se za něho 18. listopadu 1929 a usadili se v německém Berlíně. S manželem měla dceru Annu Antonii Marton (1948) zvanou Tonda Marton.[zdroj?] V letech 1932 až 1933 společně natočili v Grónsku filmovou expediční komedii Nordpol – Ahoi! (1934), ve kterém Vacková, již pod jménem Jarmila Marton, ztělesnila filmovou divu Ritu Noru.
Manželé zůstali v Berlíně až do poloviny 30. let, kdy se tváří v tvář rostoucí rasové perzekuci ze strany nacionálně socialistického režimu rozhodli vrátit do Spojených států amerických. Zatímco Andrew Marton tam pokračoval ve své režijní kariéře, Jarmila Marton se téměř stáhla z filmového byznysu. Teprve v roce 1951 ji manžel znovu postavil před kameru do vedlejší role v dobrodružném filmu Storm Over Tibet (1952), zároveň jako poctu vlastní filmové minulosti: Jarmila Marton zde hrála manželku v Německu narozeného hereckého kolegy Haralda Dyrenfurtha, který byl synem někdejšího himálajského badatele a vedoucího expedice Güntera Oskara Dyhrenfurtha,[zdroj?] s nímž Jarmila Marton natočila v roce 1934 v rámci nákladné expedice svůj poslední předválečný film Der Dämon des Himalaya (1935). Tato role byla její poslední filmová práce. Krátce po její smrti se její manžel oženil s herečkou Lacertou Weissovou.[zdroj?]
Jarmila Marton-Vacková zemřela 26. října 1971 v Santa Monice ve věku 63 let. 

## Filmografie
Kompletní filmografie podle filmových databází ČSFD a IMDb.
Jako Jarmila Vacková
- 1925: Vdavky Nanynky Kulichovy (režie Miroslav Josef Krňanský)
- 1925: Do panského stavu (režie Karel Anton)
- 1925: Josef Kajetán Tyl (režie Svatopluk Innemann)
- 1926: Válečné tajnosti pražské (režie Václav Kubásek)
- 1926: Pražský flamendr (režie Přemysl Pražský)
- 1926: Prach a broky (režie Přemysl Pražský)
- 1926: Otec Kondelík a ženich Vejvara I. (režie Karel Anton)
- 1926: Otec Kondelík a ženich Vejvara II. (režie Karel Anton)
- 1927: V panském stavu (režie Václav Kubásek)
- 1928: Muž, který se směje (režie Paul Leni)
- 1929: Tchán Kondelík a zeť Vejvara (režie Svatopluk Innemann)
- 1931: Dobrý voják Švejk (režie Martin Frič)
- 1932: Děvčátko, neříkej ne! (režie Josef Medeotti-Boháč)
- 1933: Srdce za písničku (režie Karel Hašler)

Jako Jarmila Marton
- 1931: Seitensprünge (režie Steve Sekely)
- 1933: Nordpol - Ahoi!  (režie Andrew Marton)
- 1935: Der Dämon des Himalaya (režie Andrew Marton)
- 1951: Storm Over Tibet (režie Andrew Marton)